# La Rambla (publicació)
El setmanari (i, més tard, diari) La Rambla (subtitulat Esport i Ciutadania) va ser fundat el 10 de febrer de 1930 per Josep Sunyol i Garriga. El primer número va sortir el 14 de febrer. La Rambla era publicada amb il·lustracions (gravats, dibuixos i fotografia) a mida gran foli; de 4 a 10 pàgines a 7 columnes.

## Origen
Impulsor de la premsa republicana de masses, Sunyol, destacat polític, president del Futbol Club Barcelona, directiu de la Federació Catalana de Futbol, president del RACC, gran amant de l'esport, mecenes cultural, lluitador i patriota català, pretenia lligar els conceptes d'esport i ciutadania per a millorar la societat del seu temps, i oferí la seva folgada posició econòmica en el compromís social i polític a partir de la defensa i la dignitat de la persona.
La Rambla va tenir una bona acollida entre els lectors (àvids d'omplir el buit deixat per la desaparició del setmanari La Nau dels Esports) que el consolidaren com un referent de premsa esportiva en la dècada dels anys 30. El subtítol Esport i Ciutadania no es va triar en va, ja que significava els valors que Sunyol volia promocionar: fer pedagogia catalanista a través de la crònica esportiva.

## Trajectòria
Va ser una publicació polèmica i va ser suspesa per ordre del govern espanyol en dues ocasions (de l'abril del 1930 a l'abril del 1931, i de l'agost del 1935 al gener del 1936), quan es publicà com a La Rambla de Catalunya. Després de la segona suspensió, va reaparèixer (el 9 de gener de 1936) amb periodicitat diària i edició vespertina. Ho van explicar en el darrer número de La Rambla com a setmanari (el 6 de gener de 1936) així:
| « | En transformar-se La Rambla en diari, edició del vespre, ens creiem en el deure d'acomiadar-nos com a setmanari. Deixeu-nos, en aquest moment de transició, parlar una mica de nosaltres. Deixeu-nos recordar aquell setmanari esportiu que es titulava La Nau dels Esports, el primer número del qual aparegué el 7 d'octubre de 1929. Pocs mesos després, pel febrer de 1930, La Nau dels Esports esdevingué La Rambla, setmanari d'esports i ciutadania. Aquesta transformació era una exigència patriòtica i el públic català ens acollí amb veritable entusiasme. Era el temps de la dictadura de Berenguer i, al cap de poques setmanes de vida La Rambla, que sortia a multa per número, fou suspesa per ordre de l'autoritat. Nosaltres no transigírem i La Rambla esdevingué La Rambla de Catalunya. Sota aquest nom realitzàrem les campanyes proamnistia dels presos del Garraf, la campanya pro Macià, aleshores exiliat, i prestàrem el nostre suport a les eleccions del 12 d'abril de 1931, que portaren la República. La Rambla de Catalunya desaparegué, després d'una vida gloriosa, per deixar que tornés a sortir La Rambla. Aleshores fou l'època de les Constituents, de la campanya pro Estatut, de la naixença de Catalunya a l'autonomia (sic)... el bienni de les dretes suspengué altra vegada La Rambla. Tornà a sortir La Rambla de Catalunya i avui, a l'hora de transformar el setmanari en diari, La Rambla de Catalunya torna a deixar pas lliure a La Rambla. | » |

## Etapes i directors
La vida de La Rambla s'inicia la tardor de 1929 en una terrassa del restaurant Catalunya, a la cantonada de la Plaça Catalunya i el carrer Bergara. Era la darrera tardor de la monarquia, un règim que abolia tots els drets ciutadans. Tot i això, la gent mostrava passió per l'esport i el periodisme esportiu era l'activitat més dinàmica del país, ja que mentre el periodista polític es va quedar ancorat per culpa de la dictadura i la censura, el periodista esportiu es movia, viatjava, discutia, opinava i escrivia per la posterior generació de polèmica. Els derbis entre Barça i Espanyol es vivien com un dia d'eleccions: si guanyaven els blaugranes es desfermava l'alegria dels catalanistes i si la victòria se l'enduien els blanc-i-blaus l'euforia era dels espanyolistes. En aquest context, quan Rovira i Virgili va fundar La Nau va sorgir la necessitat d'oferir informació esportiva i així va néixer La Nau dels Esports, suplement finançat per Josep Sunyol i Garriga i elaborat per Lluís Aymamí i Baudina, posteriors mecenes i director de La Rambla respectivament.
En la reunió entre Sunyol y Aymamí al restaurant Catalunya es va generar La Rambla, un setmanari esportiu catalanista amb el lema esport i ciutadania, per ser un referent en el periodisme esportiu i refermar els drets ciutadans abolits durant la monarquia. Segons el mateix Aymamí i Baudina, el rotatiu era sobretot macianista, és a dir, creia en Francesc Macià. A les pàgines de La Rambla hi van col·laborar tant homes com dones de tendència alliberadora política i social: catalanistes, anarquistes, sindicalistes, comunistes, republicans...
Es publica per primer cop el 10 de febrer de 1930, però ben aviat comencen a sorgir actituds contràries a la publicació des de sectors autoritaris i dictatorials que acaben amb una suspensió del governador civil d'aleshores, el general Despujol i Sabater. Es va suspendre per primer cop indefinidament la publicació "por no haber presentado todas sus galeradas a censura" segons un ofici rebut a la redacció de la Ronda Universitat. La censura va tenir una durada d'un any, des de l'abril de 1930, poc després del seu naixement, fins a l'abril del 1931. A proposta de Lluís Aymamí i Baudina el setmanari va ser substituït durant aquest any amb el nom de La Rambla de Catalunya, amb el que va subsistir fins a l'arribada de la República, quan La Rambla va tornar a esdevenir La Rambla.
El primer director de La Rambla va ser Josep Maria Massip, que es va establir en el càrrec fins al gener de 1934 quan va dimitir, ja que fou triat regidor de l'Ajuntament de Barcelona. Les opinions sobre Massip eren diverses com a personalitat a l'hora de fer la revista. Lluís Aymamí i Baudina el va considerar ben mort per a Catalunya, ja que el va veure com un traïdor de la causa catalanista per fugir quan les coses s'estaven posant lletges. El paper de director el va heretar Joaquim Ventalló i Vergés, primer com a director del setmanari i posteriorment del diari.
Després de dues censures que van portar a la publicació a nomenar-se La Rambla de Catalunya (abril de 1930 - abril de 1931; agost de 1935 – gener de 1936), un cop represa la publicació el gener de 1936 sota el títol de La Rambla, va esdevenir una publicació diària d'edició vespertina després de les eleccions de 1936, època en què es va generar una campanya per retirar la suspensió de l'agost anterior. El subtítol era el de diari catalanista de les esquerres i va esdevenir aleshores el diari d'informació generalista per excel·lència en l'esfera ideològica d'Esquerra Republicana de Catalunya. El seu director continuava sent Ventalló, que va deixar el càrrec el setembre de 1936 quan va fugir a l'exili amenaçat per les FAI.
Lluís Aymamí i Baudina va esdevenir el nou cap de La Rambla que va donar un gir després de la mort de l'editor, propietari i mecenes Josep Sunyol i Garriga, que va ser afusellat pels franquistes al cap de poc temps de començar la guerra al front de Guadarrama. Sota el mandat d'Aymamí, el diari va passar a mans del Partit Socialista Unificat de Catalunya (PSUC) el 7 de febrer de 1937 a partir d'una nota de Pere Ardiaca, responsable de comunicació del PSUC, que deia: La Rambla ha ofert al nostre partit el guiatge polític del seu diari per la qual cosa el subtítol es va canviar per Portaveu del Partit Socialista Unificat de Catalunya (8-2-1937). El setembre de 1938 el PSUC va cedir el rotatiu a la seva secció juvenil, les Joventuts Socialistes Unificades de Catalunya (JSU), que incloïa il·lustracions com còmics com el de Bardassano sobre la batalla de l'Ebre, i es va tornar a restablir un nou lema per la capçalera: Diari de la joventut editat per la Joventut Socialista Unificada de Catalunya (14-9-1938).
Sota el mandat de Manuel Valldeperes (1938-1939), La Rambla va publicar el seu darrer número el 21 de gener de 1939, ja que, com altres diaris de tendència catalanista i d'esquerra, no va poder superar la censura franquista.

## Redactors i col·laboradors

### Setmanari
- Lluís Nicolau d'Olwer
- Manuel Carrasco i Formiguera
- Josep Maria de Sagarra
- Carles Soldevila
- Francesc Macià
- Domènec de Bellmunt (pseudònim)
- Margarita Nelken

### Diari
- Joaquim Ventalló i Vergés (posterior director)
- Avel·lí Artís-Gener, redactor i ninotaire
- Vicenç Riera i Llorca
- Antoni Armangué
- Víctor Alba (pseudònim)
- Joan Escoda
- Domènec Guansé i Salesas
- Joan Cortés
- Ernest Guasp
- Miquel Mora
- Xavier Picanyol
- Josep Sol
- Torrents (fotògraf)
- Francesc Caravaca
- Pere Foix i Cases
- Manuel Valldeperes i Jaquetot (posterior director)
- Teresa Pàmies
- Julio Vicente
- Pere Matalonga i Montoto
- Delfí Dalmau i Gener
- Emili Granier Barrera
- Alloza i Bardasano (dibuixants)
- Pere Calders

## Anecdotari
A l'època en què es publicava La Rambla (anys 30) no era fàcil conèixer el resultat dels partits de futbol quan l'equip de la ciutat jugava fora de casa, per la falta de mitjans. És per això que a la redacció de la publicació van decidir penjar una pissarra on indicaven els resultats del Barça. Els dies de partit, doncs, la gent es trobava a la Rambla per saber què havia fet l'equip i (si havia guanyat) celebrar-ho. Així nasqué el costum de celebrar els èxits del club a la font de Canaletes, tradició que ha arribat fins als nostres dies.